# The Private Press
The Private Press è il secondo album in studio di DJ Shadow.

## Il disco
L'album uscì in Italia il 28 maggio 2002 e non venne apprezzato molto dalla critica. Lo stile è completamente differente dal precedente, più cross-over ed elettronica.
Anche questo album è quasi interamente composto partendo da sample di altri dischi, compresa la traccia Blood on the Motorway in cui è presente il sample del brano Gli uccelli del cantautore catanese Franco Battiato. Il pezzo Mashin' on the Motorway è interpretato dal rapper Lateef the Truth Speaker, mentre il singolo Six Days vanta un video musicale girato dal regista Wong Kar-wai.
The private press è finora l'album di maggior successo commerciale di DJ Shadow. Ha raggiunto posizioni di rilievo in molti paesi, rimanendo per dieci settimane nelle classifiche francesi, con il picco al 21º posto. Finora The Private Press è l'unico album di DJ Shadow che ha raggiunto il Media Control Charts, dove si è classificato al 75º posto.

## Tracce
1. (Letter from Home) – 1:09
2. Fixed Income – 4:49
3. Un Autre Introduction – 0:44
4. Walkie Talkie– 2:27
5. Giving Up the Ghost – 6:30
6. Six Days – 5:02
7. Mongrel – 2:20
8. Meets His Maker – 3:02
9. Right Thing/GDMFSOB – 4:20
10. Monosylabik – 6:46
11. Mashin' on the Motorway – 2:58
12. Blood on the Motorway – 9:12
13. You Can't Go Home Again – 7:03
14. (Letter from Home) – 0:57
15. Giving Up the Ghost [Original Version] (traccia presente solo nella versione UK e nella versione Special Package - disco 1)

1. Pushin' Buttons [Live] (solo nella versione Special Package disco 2)